# Porphyrinia argillacea
Porphyrinia argillacea là một loài bướm đêm trong họ Noctuidae.